# Didymocarpus oblongus
Didymocarpus oblongus là một loài thực vật có hoa trong họ Tai voi. Loài này được Wall. ex D.Don mô tả khoa học đầu tiên năm 1825.